# Riwaq

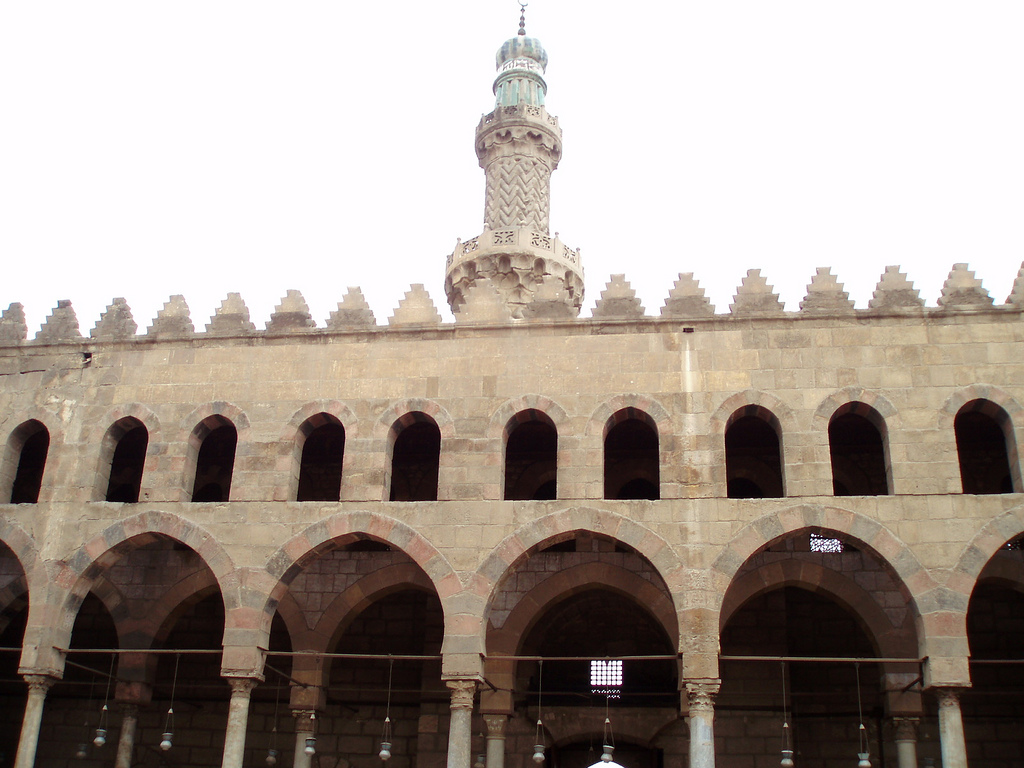
Riwaq der Moschee des an-Nasir Muhammad

Riwaq (arabisch رواق Riwāq) ist ein Begriff aus der islamischen Architektur. Er bezeichnet Arkaden, Portiken und Säulenhallen, die an mindestens einer Seite offen sind.
In einer Hofmoschee umgeben ein- oder mehrreihige Riwaqs den offenen Innenhof (Sahn).